# Boris González Bravo
Boris Esteban González Bravo (Antofagasta, 9 de julio de 2004) es un futbolista chileno. Juega como delantero o extremo derecho y su equipo actual es el Deportes Antofagasta de la Primera B de Chile.

## Trayectoria

### Deportes Antofagasta
González surgió de las divisiones inferiores de Deportes Antofagasta. En 2025, debutó en el primer equipo participando en la Liga de Ascenso 2025 y la Copa Chile, sumando minutos como atacante y registrando sus primeras anotaciones como profesional.

## Estadísticas

### Clubes
Actualizado al último partido jugado el 1 de junio de 2025.
| Club                         | Div.          | Temporada     | Liga  | Liga  | Liga   | Copas nacionales | Copas nacionales | Copas nacionales | Total | Total | Total  |
| Club                         | Div.          | Temporada     | Part. | Goles | Asist. | Part.            | Goles            | Asist.           | Part. | Goles | Asist. |
| ---------------------------- | ------------- | ------------- | ----- | ----- | ------ | ---------------- | ---------------- | ---------------- | ----- | ----- | ------ |
| Deportes Antofagasta · Chile | 2.ª           | 2025          | 10    | 1     | 1      | 5                | 1                | 1                | 15    | 2     | 2      |
| Deportes Antofagasta · Chile | Total club    | Total club    | 10    | 1     | 1      | 5                | 1                | 1                | 15    | 2     | 2      |
| Total carrera                | Total carrera | Total carrera | 10    | 1     | 1      | 5                | 1                | 1                | 15    | 2     | 2      |
| 1.                           |               |               |       |       |        |                  |                  |                  |       |       |        |